# Gimnasia en los Juegos Olímpicos de París 2024
Las competiciones de gimnasia en los Juegos Olímpicos de París 2024 se realizaron en la Arena Bercy (gimnasia artística y en trampolín) y la Arena Porte de la Chapelle (gimnasia rítmica) de París del 27 de julio al 5 de agosto de 2024.
En total fueron disputadas en este deporte 18 pruebas diferentes, 9 masculinas y 9 femeninas, repartidas en las 3 especialidades de este deporte: 14 pruebas en gimnasia artística, 2 en gimnasia rítmica y 2 en trampolín. El programa de competiciones se mantuvo como en la edición anterior.

## Clasificación
Participaron en total 318 gimnastas (112 hombres y 206 mujeres) de diferentes comités olímpicos nacionales pertenecientes a la Federación Internacional de Gimnasia, repartidos de la siguiente forma: 192 en gimnasia artística, 94 en gimnasia rítmica y 32 en gimnasia de trampolín.

## Calendario
| C | Clasificación | F | Finales |

| Fecha→ Prueba ↓     | 27 Sáb | 28 Dom | 29 Lun | 30 Mar | 31 Mié | 01 Jue | 02 Vie | 03 Sáb | 04 Dom | 05 Lun |
| ------------------- | ------ | ------ | ------ | ------ | ------ | ------ | ------ | ------ | ------ | ------ |
| Concurso individual | C      |        |        |        | F      |        |        |        |        |        |
| Concurso por equipo | C      |        | F      |        |        |        |        |        |        |        |
| Suelo               | C      |        |        |        |        |        |        | F      |        |        |
| Caballo con arcos   | C      |        |        |        |        |        |        | F      |        |        |
| Anillas             | C      |        |        |        |        |        |        |        | F      |        |
| Salto de potro      | C      |        |        |        |        |        |        |        | F      |        |
| Paralelas           | C      |        |        |        |        |        |        |        |        | F      |
| Barra fija          | C      |        |        |        |        |        |        |        |        | F      |

| Fecha→ Prueba ↓     | 27 Sáb | 28 Dom | 29 Lun | 30 Mar | 31 Mié | 01 Jue | 02 Vie | 03 Sáb | 04 Dom | 05 Lun |
| ------------------- | ------ | ------ | ------ | ------ | ------ | ------ | ------ | ------ | ------ | ------ |
| Concurso individual |        | C      |        |        |        | F      |        |        |        |        |
| Concurso por equipo |        | C      |        | F      |        |        |        |        |        |        |
| Suelo               |        | C      |        |        |        |        |        |        | F      |        |
| Salto de potro      |        | C      |        |        |        |        |        | F      |        |        |
| Barras asimétricas  |        | C      |        |        |        |        |        | F      |        |        |
| Barra de equilibrio |        | C      |        |        |        |        |        |        |        | F      |

| Fecha→ Prueba ↓ | 02 Vie |
| --------------- | ------ |
| Masculino       | F      |
| Femenino        | F      |

| Fecha→ Prueba ↓ | 08 Jue | 09 Vie | 10 Sáb |
| --------------- | ------ | ------ | ------ |
| Individual      | C      | F      |        |
| Grupos          |        | C      | F      |

## Medallistas

### Gimnasia artística

#### Masculino
| Evento                                      | Oro                                                                                                 | Plata                                                                                               | Bronce |
| ------------------------------------------- | --------------------------------------------------------------------------------------------------- | --------------------------------------------------------------------------------------------------- | --- |
| Concurso completo individual (31 de julio)  | Shinnosuke Oka · Japón · 86,832 pts.                                                                | Zhang Boheng · República Popular China · 86,599 pts.                                                | Xiao Ruoteng · República Popular China · 86,364 pts.                                                      |
| Suelo (3 de agosto)                         | Carlos Yulo · Filipinas · 15,000                                                                    | Artiom Dolgopiat · Israel · 14,966                                                                  | Jake Jarman · Reino Unido · 14,933                                                                        |
| Caballo con arcos (3 de agosto)             | Rhys McClenaghan · Irlanda · 15,533                                                                 | Nariman Kurbanov · Kazajistán · 15,433                                                              | Stephen Nedoroscik · Estados Unidos · 15,300                                                              |
| Anillas (4 de agosto)                       | Liu Yang · República Popular China · 15,300                                                         | Zou Jingyuan · República Popular China · 15,233                                                     | Eleftherios Petrunias · Grecia · 15,100                                                                   |
| Salto de potro (4 de agosto)                | Carlos Yulo · Filipinas · 15,116                                                                    | Artur Davtian · Armenia · 14,966                                                                    | Harry Hepworth · Reino Unido · 14,949                                                                     |
| Paralelas (5 de agosto)                     | Zou Jingyuan · República Popular China · 16,200                                                     | Ilia Kovtun · Ucrania · 15,500                                                                      | Shinnosuke Oka · Japón · 15,300                                                                           |
| Barra fija (5 de agosto)                    | Shinnosuke Oka · Japón · 14,533                                                                     | Ángel Barajas · Colombia · 14,533                                                                   | Tang Chia-Hung · China Taipéi · Zhang Boheng · República Popular China · 13,966                           |
| Concurso completo por equipos (29 de julio) | Japón · Daiki Hashimoto · Kazuma Kaya · Shinnosuke Oka · Takaaki Sugino · Wataru Tanigawa · 259,594 | República Popular China · Liu Yang · Su Weide · Xiao Ruoteng · Zhang Boheng · Zou Jingyuan · 259,02 | Estados Unidos · Asher Hong · Paul Juda · Brody Malone · Stephen Nedoroscik · Frederick Richard · 257,793 |

#### Femenino
| Evento                                      | Oro                                                                                              | Plata                                                                                              | Bronce                                                                                              |
| ------------------------------------------- | ------------------------------------------------------------------------------------------------ | -------------------------------------------------------------------------------------------------- | --------------------------------------------------------------------------------------------------- |
| Concurso completo individual (1 de agosto)  | Simone Biles · Estados Unidos · 59,131 pts.                                                      | Rebeca Andrade · Brasil · 57,932 pts.                                                              | Sunisa Lee · Estados Unidos · 56,465 pts.                                                           |
| Suelo (5 de agosto)                         | Rebeca Andrade · Brasil · 14,166                                                                 | Simone Biles · Estados Unidos · 14,133                                                             | Ana Bărbosu · Rumania · 13,700                                                                      |
| Salto de potro (3 de agosto)                | Simone Biles · Estados Unidos · 15,300                                                           | Rebeca Andrade · Brasil · 14,966                                                                   | Jade Carey · Estados Unidos · 14,466                                                                |
| Barras asimétricas (4 de agosto)            | Kaylia Nemour · Argelia · 15,700                                                                 | Qiu Qiyuan · República Popular China · 15,500                                                      | Sunisa Lee · Estados Unidos · 14,800                                                                |
| Barra de equilibrio (5 de agosto)           | Alice D'Amato · Italia · 14,366                                                                  | Zhou Yaqin · República Popular China · 14,100                                                      | Manila Esposito · Italia · 14,000                                                                   |
| Concurso completo por equipos (30 de julio) | Estados Unidos · Simone Biles · Jade Carey · Jordan Chiles · Sunisa Lee · Hezly Rivera · 171,296 | Italia · Angela Andreoli · Alice D'Amato · Manila Esposito · Elisa Iorio · Giorgia Villa · 165,494 | Brasil · Rebeca Andrade · Jade Barbosa · Lorrane Oliveira · Flávia Saraiva · Júlia Soares · 164,497 |

### Gimnasia rítmica
| Evento                   | Oro | Plata                                                                                           | Bronce |
| ------------------------ | --- | ----------------------------------------------------------------------------------------------- | --- |
| Individual (9 de agosto) | Darja Varfolomeev · Alemania · 142,850 pts.                                                             | Boriana Kalein · Bulgaria · 140,600 pts.                                                        | Sofía Raffaeli · Italia · 136,300 pts.                                                                    |
| Conjuntos (10 de agosto) | República Popular China · Guo Qiqi · Hao Ting · Huang Zhangjiayang · Wang Lanjing · Ding Xinyi · 69,800 | Israel · Ofir Shaham · Diana Svertsov · Adar Friedmann · Romi Paritzki · Shani Bakanov · 68,850 | Italia · Alessia Maurelli · Martina Centofanti · Agnese Duranti · Daniela Mogurean · Laura Paris · 68,100 |

### Gimnasia en trampolín
| Evento                  | Oro                                  | Plata                                              | Bronce                                             |
| ----------------------- | ------------------------------------ | -------------------------------------------------- | -------------------------------------------------- |
| Masculino (2 de agosto) | Iván Litvinovich · AIN · 63,090 pts. | Wang Zisai · República Popular China · 61,890 pts. | Yan Langyu · República Popular China · 60,950 pts. |
| Femenino (2 de agosto)  | Bryony Page · Reino Unido · 56,480   | Viyaleta Bardzilouskaya · AIN · 56,060             | Sophiane Méthot · Canadá · 55,650                  |

## Medallero
| Núm. | País                    | Oro | Plata | Bronce | Total |
| ---- | ----------------------- | --- | ----- | ------ | ----- |
| 1    | República Popular China | 3   | 6     | 3      | 12    |
| 2    | Estados Unidos          | 3   | 1     | 5      | 9     |
| 3    | Japón                   | 3   | 0     | 1      | 4     |
| 4    | Filipinas               | 2   | 0     | 0      | 2     |
| 5    | Brasil                  | 1   | 2     | 1      | 4     |
| 6    | Italia                  | 1   | 1     | 3      | 5     |
| 7    | AIN                     | 1   | 1     | 0      | 2     |
| 8    | Reino Unido             | 1   | 0     | 2      | 3     |
| 9    | Alemania                | 1   | 0     | 0      | 1     |
| 9    | Argelia                 | 1   | 0     | 0      | 1     |
| 9    | Irlanda                 | 1   | 0     | 0      | 1     |
| 12   | Israel                  | 0   | 2     | 0      | 2     |
| 13   | Armenia                 | 0   | 1     | 0      | 1     |
| 13   | Bulgaria                | 0   | 1     | 0      | 1     |
| 13   | Colombia                | 0   | 1     | 0      | 1     |
| 13   | Kazajistán              | 0   | 1     | 0      | 1     |
| 13   | Ucrania                 | 0   | 1     | 0      | 1     |
| 18   | Canadá                  | 0   | 0     | 1      | 1     |
| 18   | China Taipéi            | 0   | 0     | 1      | 1     |
| 18   | Grecia                  | 0   | 0     | 1      | 1     |
| 18   | Rumania                 | 0   | 0     | 1      | 1     |
|      | TOTAL                   | 18  | 18    | 18     | 54    |